# Jack Dylan Grazer
Jack Dylan Grazer (Los Angeles, 3 settembre 2003) è un attore statunitense.

## Biografia
Jack Dylan Grazer è nato a Los Angeles, in California; Inizia a recitare da professionista nel 2015, interpretando il giovane straniero in Tales of Halloween. Raggiunge la notorietà nel 2017, quando interpreta il ruolo di protagonista nel film It e nella serie televisiva Me, Myself & I. Nel 2019 interpreta il ruolo di Freddy Freeman nel film Shazam!.

## Vita privata
Nel luglio 2021 ha dichiarato di essere bisessuale.

## Filmografia

### Attore

#### Cinema
- Tales of Halloween, regia di Paul Solet (2015)
- Scales: Mermaids Are Real, regia di Kevan Peterson (2017)
- It, regia di Andrés Muschietti (2017)
- Beautiful Boy, regia di Felix Van Groeningen (2018)
- Shazam!, regia di David F. Sandberg (2019)
- It - Capitolo due (It: Chapter Two), regia di Andrés Muschietti (2019)
- Non dirlo a nessuno (Don't Tell a Soul), regia di Alex McAulay (2020)
- Shazam! Furia degli dei (Shazam! Fury of the Gods), regia di David F. Sandberg (2023)

#### Televisione
- The Greatest Event in Television History – serie TV, 1 episodio (2014)
- Comedy Bang! Bang! – serie TV, 1 episodio (2015)
- Me, Myself & I – serie TV, 13 episodi (2017-2018)
- Speechless – serie TV, 1 episodio (2018)
- We Are Who We Are, regia di Luca Guadagnino – miniserie TV (2020)

### Doppiatore
- Ron - Un amico fuori programma (Ron's Gone Wrong), regia di Sarah Smith, Jean-Philippe Vine ed Octavio E. Rodriguez (2021)
- Luca, regia di Enrico Casarosa (2021)
- Ciao Alberto, regia di McKenna Harris - cortometraggio (2021)
- Batman and Superman: Battle of the Super Sons, regia di Matt Peters (2022) Uscito in home video
- The Spiderwick Chronicles - serie TV (2024-in corso)

## Riconoscimenti
- 2017 – Fright Meter Awards[4]
  - Nomination miglior attore non protagonista per It
- 2018 – MTV Movie & TV Awards[5]
  - Miglior coppia per It
- 2019 – Hollywood Critics Association[6]
  - Next Generation of Hollywood

## Doppiatori italiani
Nelle versioni in italiano delle opere in cui ha recitato, Jack Dylan Grazer è stato doppiato da:
- Lorenzo D'Agata in Shazam!, We Are Who We Are, Shazam! Furia degli Dei
- Luca De Ambrosis in It
- Gabriele Meoni in It - Capitolo due

Come doppiatore è sostituito da: 
- Luca Tesei in Luca, Ciao Alberto, Ron - Un amico fuori programma